# Manhalli, Bidar
Manhalli là một làng thuộc tehsil Bidar, huyện Bidar, bang Karnataka, Ấn Độ.